# Tastil

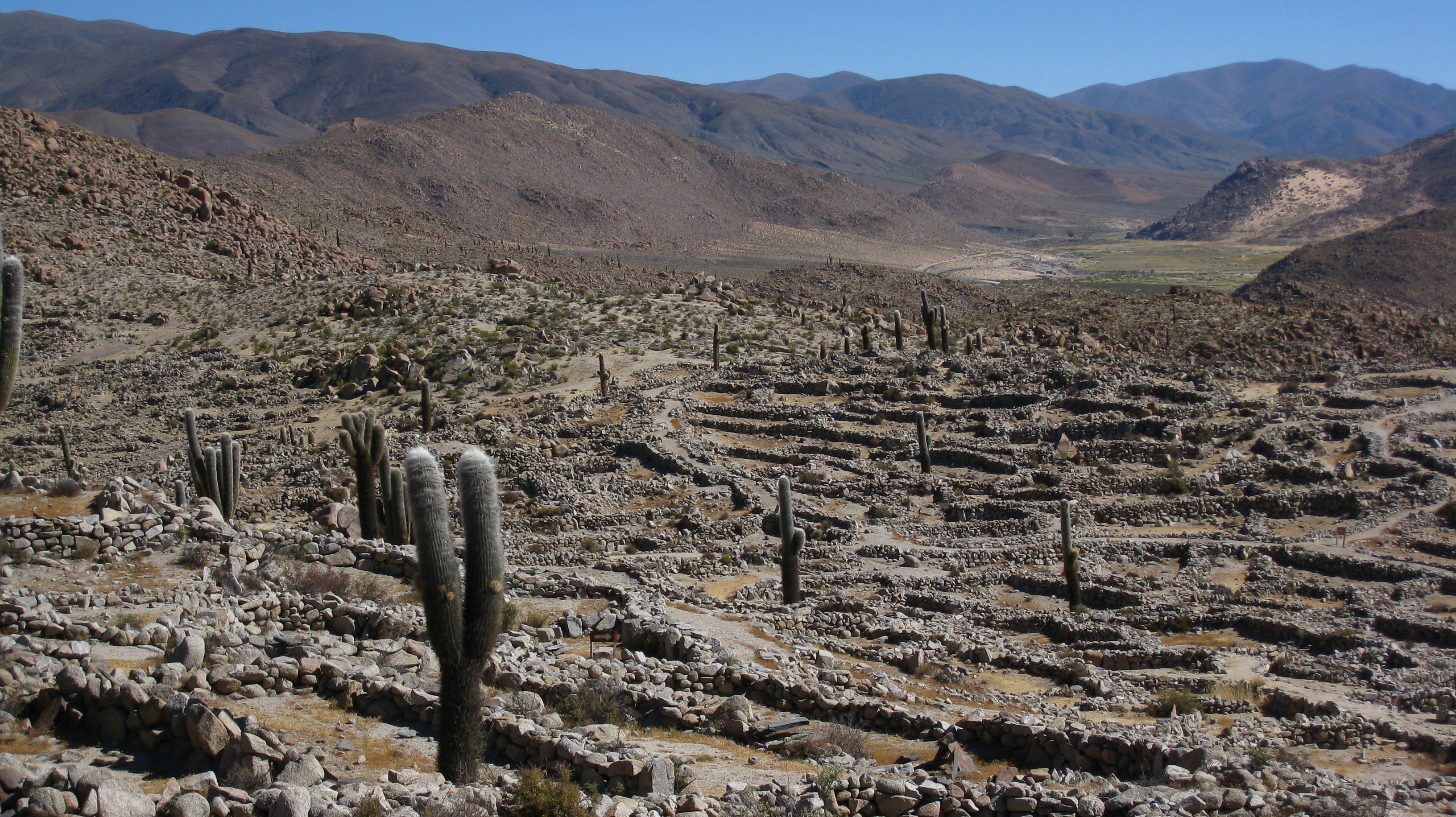
Ruinas de Tastil.

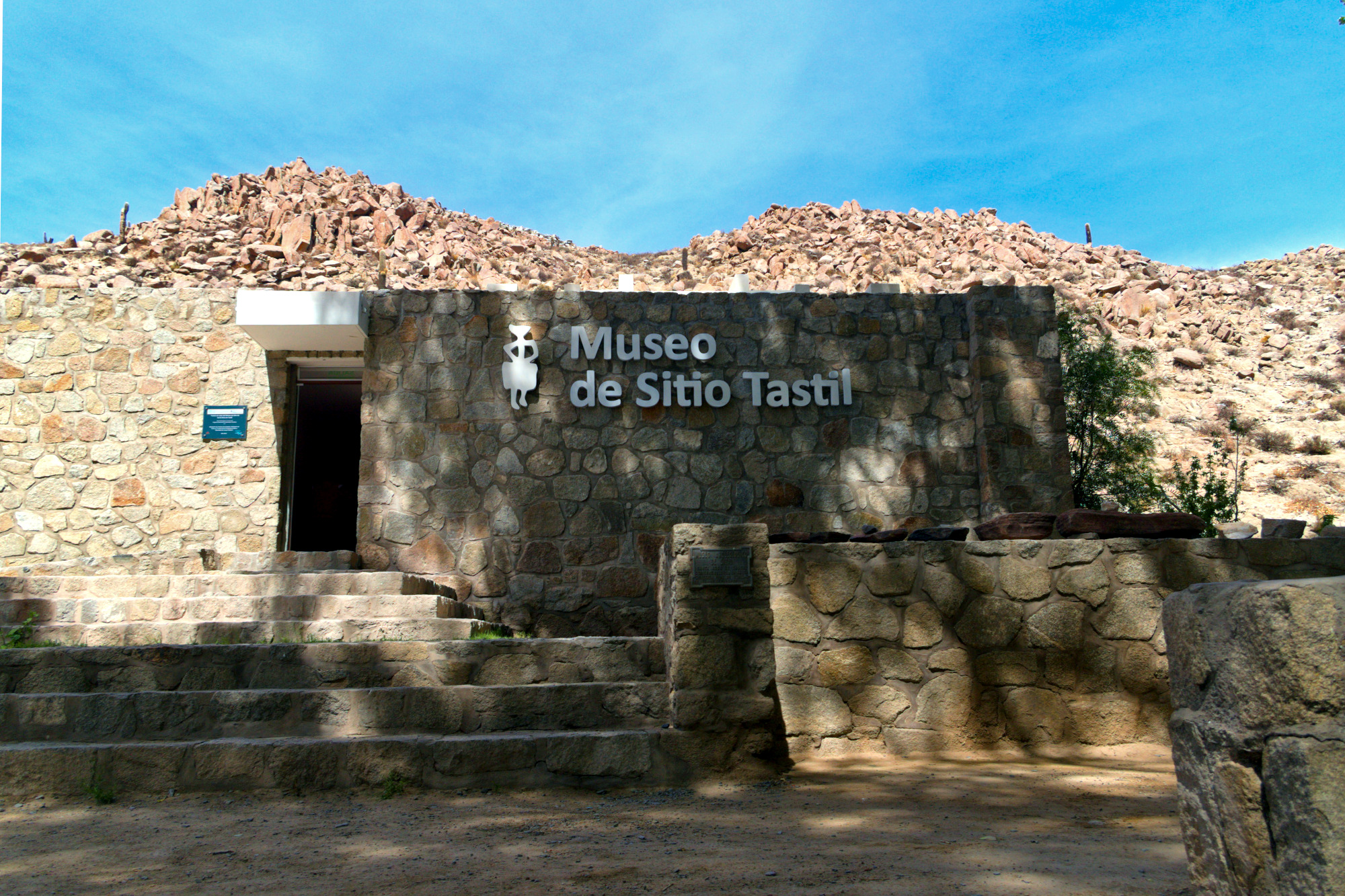
Frente del Museo de Sitio Tastil en Santa Rosa de Tastil, Salta. En su exterior hay dispuestos ejemplares de piedras sonoras que ilustran y dan el nombre de Tastil (lit. "piedra que suena")

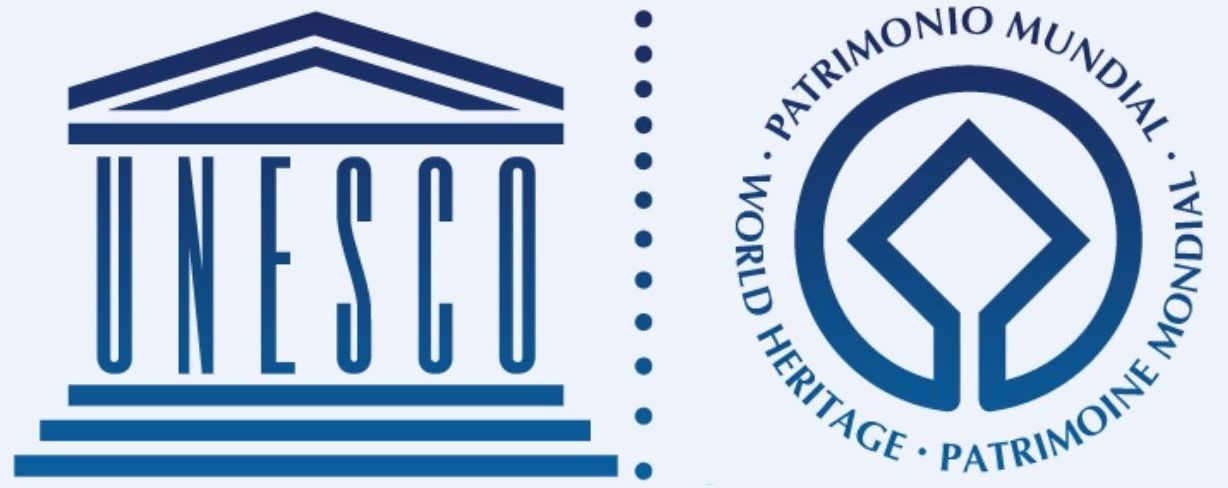
Las Ruinas de Tastil forman parte del Qhapaq Ñan -sistema vial andino-, inscripto en el año 2014 como bien cultural N.º 1459 de la UNESCO.

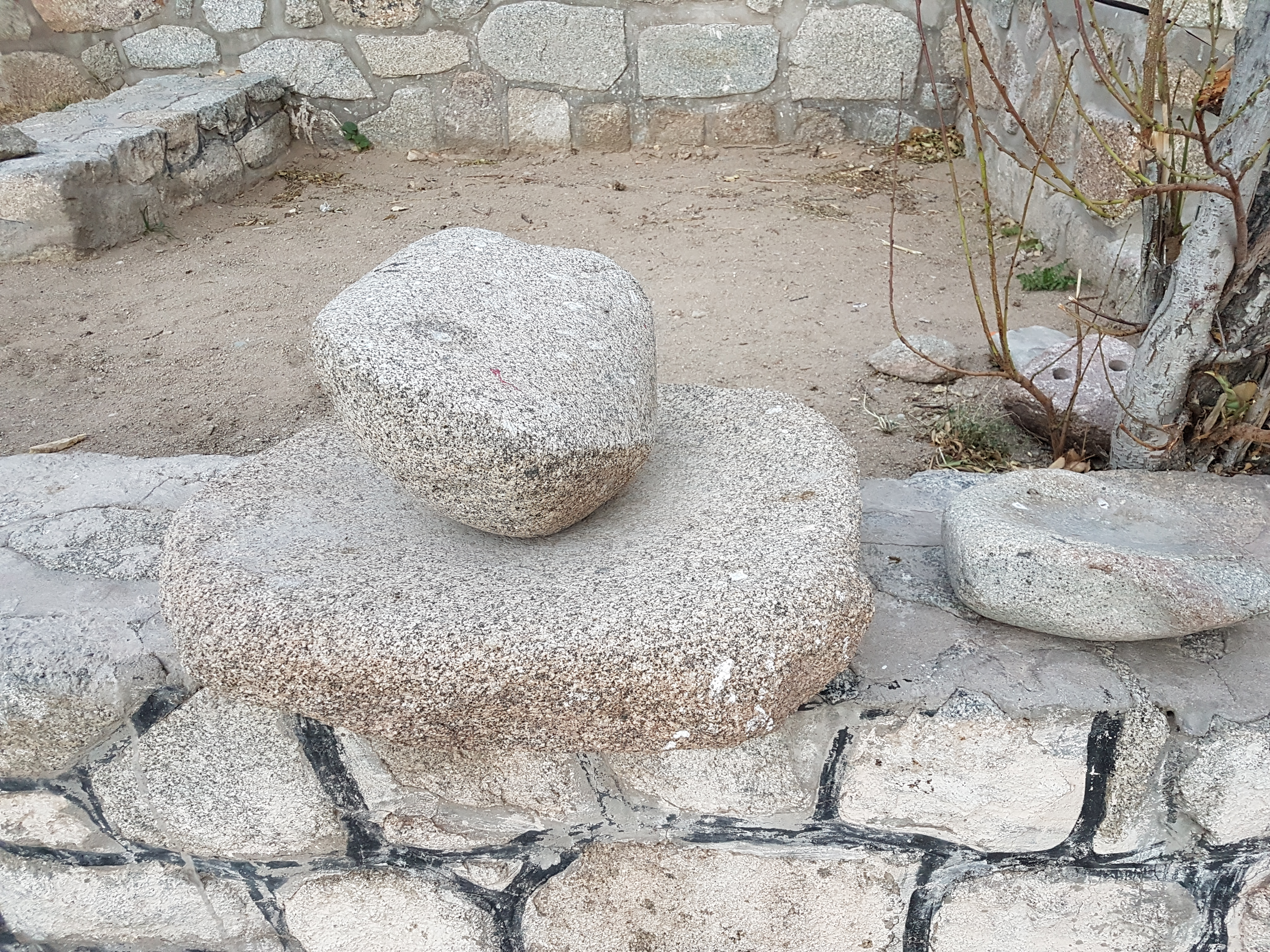
Mortero. Museo de Sitio Tastil. Salta.

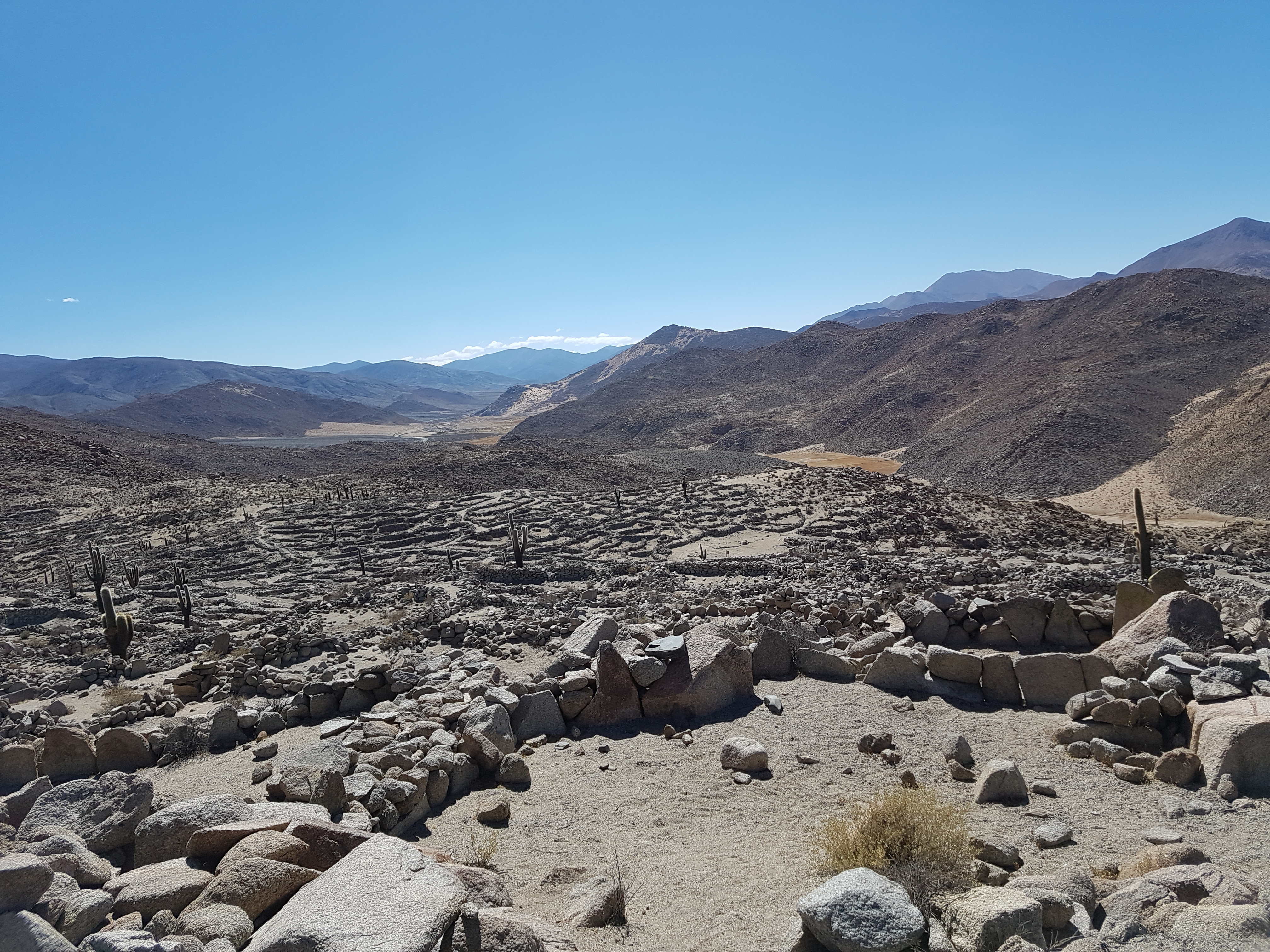
Sitio Arqueológico Tastil

Las Ruinas de Tastil, o simplemente Tastil (24°27′06″S 65°57′28″O / -24.45167, -65.95778), declarado Monumento Histórico Nacional por Decreto N.º 114 del mes de diciembre de 1997, fue la ciudad precolombina más grande ubicada en el actual territorio argentino.
Se estima que en sus momentos de apogeo, a fines del siglo XV, la población de Tastil superaba los 2000 habitantes.
Se ubica a los 3200 m s. n. m. en el Departamento Rosario de Lerma, Provincia de Salta, norte de la República Argentina; más precisamente en la quebrada del Toro por la que trascurre el río Toro, antes de la cuesta y abra de Muñano donde se entra a la puna propiamente dicha, en la zona de contacto occidental de la Puna de Atacama con los valles Calchaquíes (o zona de la pre-puna). Se ubica a la vera de la RN51, que une la ciudad de Salta con Chile por el Paso de Sico. 
La superficie se halla cubierta por núcleos habitacionales, como 440 viviendas que fueron construidas con lajas de piedras sin argamasa, cementerios, recintos diversos y calles sobreelevadas y sinuosas que conducen a espacios en los que tenían lugar las actividades comunales y públicas tendiendo a converger en una suerte de plaza central, así como sitios de molienda de granos (quinoa, maíz), corrales de llamas y plazas secundarias. En la plaza principal se encuentra la piedra sagrada (wanka) donde se realizaban las prácticas rituales. 
Tastil, ciudad que fue habitada por la etnia de los atacameños, atacamas o lickan antai fue abandonada antes de la llegada de los españoles. Los estudios indican que tal abandono se debió a la invasión incaica iniciada precisamente durante el siglo de apogeo de la ciudad. No parece haberse producido ningún abandono voluntario por parte de los pobladores originales sino que estos fueron reducidos a la categoría de mitmakuna (mitimaes) y según las conveniencias de explotación territorial del Tahuantinsuyu, diferentes de las de los lickan antai, la población fue desarraigada y forzada a emprender formas de cultivo y distribución territorial que beneficiaban a los incas.
El señorío de Tastil no se limitaba a la ciudad, sino que abarcaba un área de influencia en el que se supone vivían unas 3000 personas. Los sitios de producción agrícola se ubicaban en el pie del Nevado de Acay, pie del Paño y Potrero. Estos centros abastecían de productos agrícolas a Tastil y a las poblaciones subordinadas de Puerta Tastil y Morohuasi. El sitio de Tinti (situado en el valle de Lerma) parece que también dependía del señorío de Tastil. 
Las ruinas de Tastil fueron redescubiertas por el sueco Eric Boman en 1903 y reconstruidas en parte en 1967 por un equipo encabezado por el profesor Eduardo Mario Cigliano de la Universidad Nacional de La Plata.

## Santa Rosa de Tastil

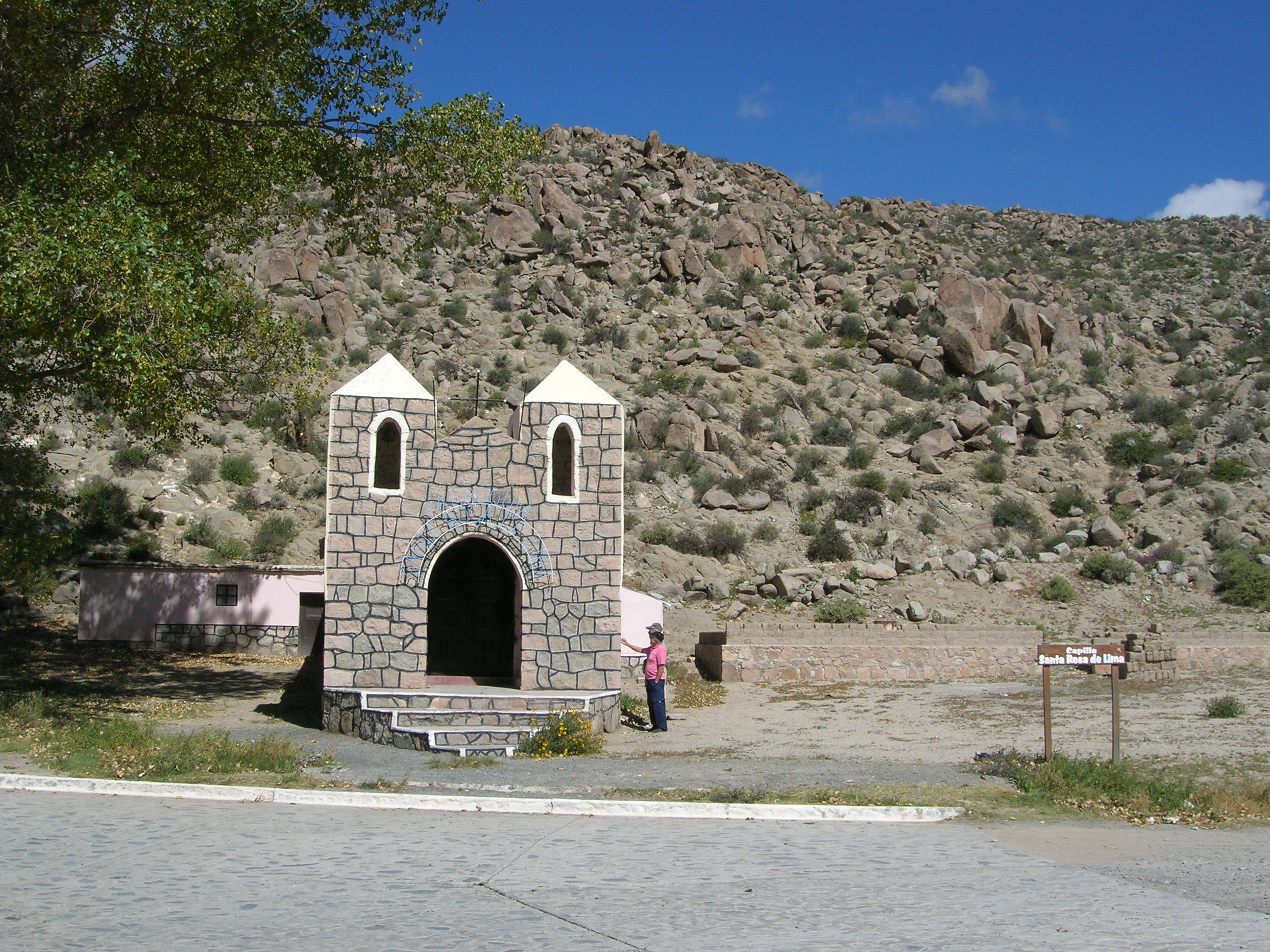
Iglesia de Santa Rosa de Tastil.

El pequeño pueblo de Santa Rosa de Tastil, ubicado muy cercano a las ruinas (2500 m por debajo de las ruinas), cuenta actualmente con una pequeña escuela, puesto sanitario, correo, una iglesia, un puesto policial y un museo.

## Pueblo tastil
En el municipio de Campo Quijano, Departamento Rosario de Lerma de la Provincia de Salta, se hallan 10 comunidades del pueblo tastil que afirman descender de los antiguos habitantes de Tastil. La mayoría de ellas se hallan en la quebrada del Toro y comenzaron a organizarse en 2000 restableciendo su identidad cultural diferenciándose del pueblo kolla.